# Santiago Luján Saigós
Santiago Luján Saigós (San Antonio de Areco; 7 de septiembre de 1929 - Ensenada; 16 de mayo de 1965) fue un piloto automovilístico argentino de importante trayectoria.

## Carrera
Hijo de Doña Amalia Carneiro descendiente de españoles y del español Don Luciano Gregorio Saigós, junto a su hermano Jorge Luciano fue una figura auténtica del Turismo Carretera. Cuando su padre llega al país, a los 22 años, se ubicó en General Rodríguez trabajando en tambos y chacras. Luego de que naciera su hijo mayor, se instaló en la localidad de San Antonio de Areco, donde se asoció y formó su propia empresa, de la cual, tiempo después, se hizo cargo Santiago como jefe comercial. Ya por ese entonces Santago que tenía 18 años conducía un Ford T. mientras se deleitaba leyendo las actuaciones de Juan Manuel Fangio y de quién corriera con Chevrolet.
De profesión camionero recibió el apodo de "Guito". Debutó en el TC a los 30 años en el Gran Premio de 1959, cumpliendo una destacada actuación hasta que en la cordobesa localidad de La Carlota, debió abandonar. En la Vuelta de Arrecifes, su segunda carrera, logró en las pruebas clasificatorias pintar el número 2 en sus puertas detrás de Juan Gálvez. En el Gran Premio del ´60 Saigós  quedó en el 4º puesto de la general, siendo el mejor entre los no ganadores.
En el Gran Premio del 1961, ganó dos etapas (la segunda y la sexta) llegando 5º en la general y en el 1962 cuando era gran candidato al triunfo, se quedó por una biela traicionera antes de llegar a Bahía Blanca. Ese mismo año, sin embargo, salió de perdedor ganando las vueltas de Pergamino, Ensenada y Rufino. 
Con el N.º 3 en el ranking ganó en mayo de 1963 en una competencia que disputó en a localidad de Venado Tuerto, provincia de Santa Fe. Junto a su hermano, Jorge Luciano Saigós, consiguieron un incremento de su máximo potencial motriz. Con un nuevo árbol de levas Montal y la tapa Luva, dotada de cuatro carburadores Stromberg-Bendix, extrajeron de su motor un rendimiento muy superior a todos los que tuvieron alguna vez debajo de su capó.
El recordado Santiago Luján Saigós, un ejemplo de paisano fuerte y valiente como pocos, solía vomitar en el hotel horas antes de la carrera debido a sus nerviosismos.
A casi dos años del retiro, Ford Motors de Argentina le ofreció uno de sus Falcon oficiales para que junto a Rodolfo de Alzaga y José Mario Serra Lima, los representaran en la Vuelta de Ensenada. Una carrera en donde estos autos de menor cilindrada, tenían buena chance de ganar la general.

## Vida privada
Se casó en 1958 con Blanca Ester Idiart con quien tuvo cuatro hijos: Adriana Marcela nacida en 1960, Santiago Luján Segundo en 1961, Patricia Sandra en 1964 y María de los Ángeles en 1965. 

## Tragedia

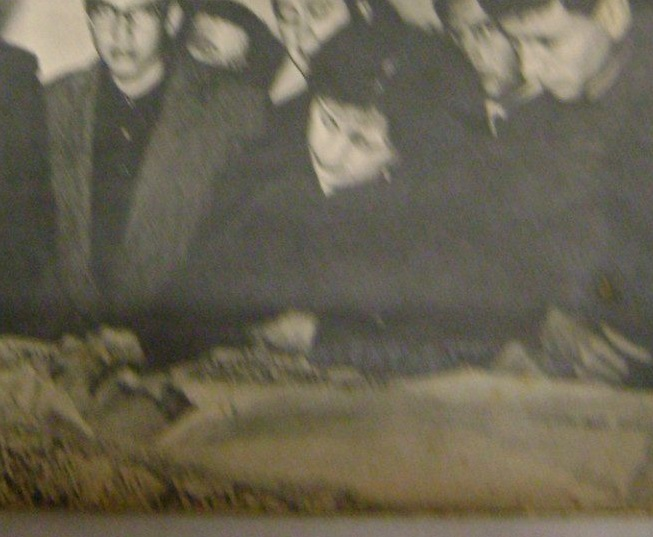
Fotografía del velorio de Santiago Luján Saigós

Al igual que otros grandes pilotos del turismo carretera como Juan Gálvez u Oscar Cabalén, Santiago Saigós no pudo escapar al destino fatal del automovilismo. Murió trágicamente el 16 de mayo de 1965 en un accidente junto a su compañero Mateo Karelovich durante una carrera en Ensenada. Su auto se descontroló repentinamente por factores externos a su manejo, a 100 metros de la carrera, cuando el barro de la banquina no le permitió maniobrar su automóvil e impacta de lleno contra un árbol, falleciendo ambos ocupantes en el acto. Saigós tenía 35 años. Su cuerpo descansa en el cementerio de su ciudad natal San Antonio de Areco.

## Su autoLa Novia
Cuando el que iba a ser su piloto, Santiago Luján Saigós, encontró la muerte en el circuito de Ensenada, el auto se convirtió en un recuerdo más del ausente. La idea surgió con naturalidad, y el instinto popular la trasformó en homenaje. El auto, construido con tanto empeño y dedicación, debía convertirse en un activo recuerdo del hombre de los pagos de Areco. El vuelco a la tarea fue generoso. Tirabasso tiene a su cargo la preparación del motor F 100 que impulsará el nuevo TC. Mientras detalle tras detalle se ajustan en búsqueda del mejor rendimiento de sus 4.000 cc; chasis y carrocería se encuentran listos para recibir la planta motriz. Quien lo ha visto no pudo menos que elogiarlo. Pulcro, prolijo, funcional y, nos animamos a decir, avanzado dentro de las limitaciones impuestas por el reglamento. Pero, sobre todo, notable expresión de un recuerdo. Los detalles del tablero de instrumentos, pedalera y puesto de conducción dan una idea clara de la meticulosidad con que la tarea fue efectuada. El interior se encuentra todo tapizado y el piso íntegramente recubierto por alfombra de goma. Trabas de puertas, jaula antivuelco y acolchado interno complementarán los aspectos de seguridad.
El auto estaba casi listo y su piloto fue llamado por Oscar Gálvez para conducir un Falcón del equipo oficial en Ensenada donde ya había triunfado, lamentablemente, el destino hizo que tuviera un trágico accidente y desde ese día “LA NOVIA” sigue esperando. Hoy esta en San Antonio de Areco en poder de la Familia luego de haber pasado por los museos Juan Manuel Fangio de Balcarce y Roberto Mouras de La Plata.